# Попова Гора (Опочецкий район)
Попова Гора — деревня в Опочецком районе Псковской области. Входит в состав Болгатовской волости
Расположена в 27 км к северо-востоку от города Опочка и в 1 км к юго-востоку от деревни Болгатово.
Численность населения по состоянию на 2000 год составляла 12 человек, на 2011 год — 22 человека.